# Episodi di Studio One (settima stagione)
La settima stagione della serie televisiva Studio One è andata in onda negli Stati Uniti dal 20 settembre 1954 al 5 settembre 1955 sulla CBS.
| nº | Titolo originale                      | Prima TV USA      |
| -- | ------------------------------------- | ----------------- |
| 1  | Twelve Angry Men                      | 20 settembre 1954 |
| 2  | The Eduction of H*Y*M*A*N K*A*P*L*A*N | 27 settembre 1954 |
| 3  | Prelude to Murder                     | 4 ottobre 1954    |
| 4  | Melissa                               | 11 ottobre 1954   |
| 5  | The Boy Who Changed the World         | 18 ottobre 1954   |
| 6  | Fatal in My Fashion                   | 25 ottobre 1954   |
| 7  | The Man Who Owned the Town            | 1º novembre 1954  |
| 8  | An Almanac of Liberty                 | 8 novembre 1954   |
| 9  | Let Me Go, Lover                      | 15 novembre 1954  |
| 10 | Joey                                  | 22 novembre 1954  |
| 11 | The Deserter                          | 29 novembre 1954  |
| 12 | Short Cut                             | 6 dicembre 1954   |
| 13 | 12:30 A.M.                            | 13 dicembre 1954  |
| 14 | Two Little Minks                      | 20 dicembre 1954  |
| 15 | The Cuckoo in Spring                  | 27 dicembre 1954  |
| 16 | The Missing Men                       | 3 gennaio 1955    |
| 17 | Grandma Roller Her Own                | 10 gennaio 1955   |
| 18 | Sail with the Tide                    | 17 gennaio 1955   |
| 19 | It Might Happen Tomorrow              | 24 gennaio 1955   |
| 20 | The Silent Women                      | 31 gennaio 1955   |
| 21 | A Stranger May Die                    | 7 febbraio 1955   |
| 22 | The Broken Spur                       | 14 febbraio 1955  |
| 23 | The Eddie Chapman Story               | 21 febbraio 1955  |
| 24 | Donovan's Brain                       | 28 febbraio 1955  |
| 25 | Millions of Georges                   | 7 marzo 1955      |
| 26 | The Conviction of Peter Shea          | 14 marzo 1955     |
| 27 | Miss Turner's Decision                | 21 marzo 1955     |
| 28 | Dominique                             | 28 marzo 1955     |
| 29 | Cross My Heart                        | 4 aprile 1955     |
| 30 | Passage of Arms                       | 11 aprile 1955    |
| 31 | Affairs of State                      | 18 aprile 1955    |
| 32 | Mrs. Brimmer Did It!                  | 25 aprile 1955    |
| 33 | Summer Pavilion                       | 2 maggio 1955     |
| 34 | A Picture in the Paper                | 9 maggio 1955     |
| 35 | Strange Companion                     | 16 maggio 1955    |
| 36 | Pigeons and People                    | 23 maggio 1955    |
| 37 | Operation Home                        | 30 maggio 1955    |
| 38 | The Spongers                          | 6 giugno 1955     |
| 39 | The Incredible World of Horace Ford   | 13 giugno 1955    |
| 40 | Heart Song                            | 20 giugno 1955    |
| 41 | For the Defense                       | 27 giugno 1955    |
| 42 | The Day Before the Wedding            | 4 luglio 1955     |
| 43 | Sane as a Hatter                      | 11 luglio 1955    |
| 44 | A Terrible Day                        | 18 luglio 1955    |
| 45 | The Tall Dark Stranger                | 25 luglio 1955    |
| 46 | Julius Caesar                         | 1º agosto 1955    |
| 47 | The Prince and the Puppet             | 8 agosto 1955     |
| 48 | The Secret                            | 15 agosto 1955    |
| 49 | The Voysey Inheritance                | 22 agosto 1955    |
| 50 | A Chance at Love                      | 29 agosto 1955    |
| 51 | Mama's Boy                            | 5 settembre 1955  |
| 52 | The Pit                               | 12 settembre 1955 |

## Twelve Angry Men
- Diretto da:
- Scritto da:

### Trama
- Interpreti: Robert Cummings (giurato #8), Franchot Tone (giurato #3), Edward Arnold (giurato #10), Paul Hartman (giurato #7), John Beal (giurato #2), Walter Abel (giurato #4), George Voskovec (giurato #11), Joseph Sweeney (giurato #9), Bart Burns (giurato #6), Norman Fell (giurato #1), Lee Philips (giurato #5), Larkin Ford (giurato #12), Betty Furness (se stessa / annunciatrice sponsor), John Cannon (se stesso / annunciatore 1950-1959, voce), Vincent Gardenia (Bailiff)

## The Eduction of H*Y*M*A*N K*A*P*L*A*N
- Diretto da:
- Scritto da:

### Trama
- Interpreti: Betty Furness (se stessa - annunciatrice sponsor), Jacob Kalich (Hyman Kaplan), Maria Riva (Miss Mitnick)

## Prelude to Murder
- Diretto da:
- Scritto da:

### Trama
- Interpreti: James Daly (Greg Chandler), Betty Furness (se stessa - annunciatrice sponsor), Phyllis Kirk (Carol Chandler), Otto Kruger (Spencer de Witt Roland)

## Melissa
- Diretto da:
- Scritto da:

### Trama
- Interpreti: Teal Ames (Phoebe), Raymond Bramley (Mr. Dunham), Walter Brooke (Jeff), Faye Emerson (Melissa), Betty Furness (se stessa - annunciatrice sponsor)

## The Boy Who Changed the World
- Diretto da:
- Scritto da:

### Trama
- Interpreti: Michael Allen (Young Tom Edison), Edward Andrews, Chris Barbery (Michael Oates), John Beal (Samuel Edison), Charles Edison (ospite), Betty Furness (se stessa - annunciatrice sponsor), Peg Hillias, Ruth Hussey (Nancy Edison), Frank Overton

## Fatal in My Fashion
- Diretto da:
- Scritto da:

### Trama
- Interpreti: Polly Bergen, Betty Furness (se stessa - annunciatrice sponsor), Charles Korvin, Meg Mundy, Polly Rowles, Shepperd Strudwick

## The Man Who Owned the Town
- Diretto da:
- Scritto da:

### Trama
- Interpreti: Robert Barrat (sceriffo), Betty Furness (se stessa - annunciatrice sponsor), Leslie Nielsen (Tallman), Paul Stevens (Johnny Devlin)
- L'episodio fu rifatto come produzione cinematografica dal titolo Johnny Concho.

## An Almanac of Liberty
- Diretto da:
- Scritto da:

### Trama
- Interpreti: P.J. Kelly (Mr. Neary), Archie Smith (Harmon), Ethel Remey (Mrs. Church), Bruce Marshall (Mikey), Ginger MacManus (Susie), Florence Sundstrom (Ottile Sweetster), Brandon Peters (Horace Sweetser), Dorothy Patten (Matty Wilkinson), Karl Lukas (Hank), Jock MacGregor (Sam Hunt), Clarice Blackburn (Sybil Hunt), Fred Herrick (Ted Franklin), Gene Sultan (Billy Sweetser), James Winslow (dottor Slattery), Eli Mintz (Mr. Nathan), Frieda Altman (Mrs. Nathan), Lawrence Fletcher (George Wilkinson), Lee Richardson (Ben Phillips), Sandy Kenyon (John Carter), Martin Rudy (Mr. Falion), Charles Collingwood (narratore), Paul Brenson (annunciatore), Betty Furness (se stessa - annunciatrice sponsor)

## Let Me Go, Lover
- Diretto da:
- Scritto da:

### Trama
- Interpreti: Betty Furness (se stessa - annunciatrice sponsor), Joe Maross (Johnny Baer), Cliff Norton (Mr. Foster), Anthony Ross (ispettore Williams), Connie Sawyer (Mrs. McCall)

## Joey
- Diretto da:
- Scritto da:

### Trama
- Interpreti: Orson Bean (Joey), Geraldine Brooks (Theresa), Betty Furness (se stessa - annunciatrice sponsor), Louise Larabee (Senobia)

## The Deserter
- Diretto da:
- Scritto da:

### Trama
- Interpreti: Betty Furness (se stessa - annunciatrice sponsor), James Gregory (Corey), June Lockhart (Robbie), Margaret Wycherly (Mrs. Page)

## Short Cut
- Diretto da:
- Scritto da:

### Trama
- Interpreti: Betty Furness (se stessa - annunciatrice sponsor), Priscilla Gillette (Rachel), Jackie Gleason (Sam Wheeler), Lin McCarthy (Mike Reardon)

## 12:30 A.M.
- Diretto da:
- Scritto da:

### Trama
- Interpreti: Katharine Bard (Grace Stone), Betty Furness (se stessa - annunciatrice sponsor), Van Dyke Parks (Eddie Stone)

## Two Little Minks
- Diretto da:
- Scritto da:

### Trama
- Interpreti: Betty Furness (se stessa - annunciatrice sponsor), Walter Hampden (zio Silas), Frank McHugh (Nobby Bishop), Una Merkel (Parsis McHugh)

## The Cuckoo in Spring
- Diretto da:
- Scritto da:

### Trama
- Interpreti: Charles Coburn (Louis Hurst), Betty Furness (se stessa - annunciatrice sponsor), Leatrice Joy (Rowena), P.J. Kelly (Ed Randall), Richard Kiley (Julian Hurst), Luise King (Alexandra Bell), David White (Oliver)

## The Missing Men
- Diretto da:
- Scritto da:

### Trama
- Interpreti: Edward Andrews, Betty Furness (se stessa - annunciatrice sponsor), Jack Klugman, George Macready (Horne), George Mitchell, Gene Nelson (Trout), Joan Weber (se stessa)

## Grandma Roller Her Own
- Diretto da:
- Scritto da:

### Trama
- Interpreti: Oliver Andes (Bill Cadwell), Betty Furness (se stessa - annunciatrice sponsor), Cathleen Nesbitt (nonna)

## Sail with the Tide
- Diretto da:
- Scritto da:

### Trama
- Interpreti: Claude Dauphin (Victor Marquet), Betty Furness (se stessa - annunciatrice sponsor), Grant Williams (soldato), Mai Zetterling (Gabrielle)

## It Might Happen Tomorrow
- Diretto da:
- Scritto da:

### Trama
- Interpreti: Anthony Franciosa (Charles Egan), Betty Furness (se stessa - annunciatrice sponsor), Barry Sullivan (Michael Norman), Dana Wynter (Katherine)

## The Silent Women
- Diretto da:
- Scritto da:

### Trama
- Interpreti: Betty Furness (se stessa - annunciatrice sponsor), Margaret Hamilton (Laura Lawson), Peg Hillias (Miss Martha), Gaby Rodgers (Gina), Everett Sloane (Giovanni)

## A Stranger May Die
- Diretto da:
- Scritto da:

### Trama
- Interpreti: Betty Furness (se stessa - annunciatrice sponsor), Don Gibson (Whitey), Martin Rudy (Steve Brodsky), Jack Warden (tenente Brown)

## The Broken Spur
- Diretto da:
- Scritto da:

### Trama
- Interpreti: Florenz Ames (Dave Sears), Royal Dano (Zack), Betty Furness (se stessa - annunciatrice sponsor), Georgann Johnson (Nancy), Paul Langton (John Temple), Van Dyke Parks (Robbie), Ford Rainey (Sam Forrest)

## The Eddie Chapman Story
- Diretto da:
- Scritto da:

### Trama
- Interpreti: Roy Dean (Eddie Chapman), Betty Furness (se stessa - annunciatrice sponsor)

## Donovan's Brain
- Diretto da:
- Scritto da:

### Trama
- Interpreti: Wendell Corey (dottor Cory), June Dayton (Janice), Betty Furness (se stessa - annunciatrice sponsor), E.G. Marshall (dottor Shratt)

## Millions of Georges
- Diretto da:
- Scritto da:

### Trama
- Interpreti: Scott Brady (George), Hope Emerson (Mrs. Flower), Betty Furness (se stessa - annunciatrice sponsor), Joan Lorring (Terry), Barry McGuire (Ralph)

## The Conviction of Peter Shea
- Diretto da:
- Scritto da:

### Trama
- Interpreti: Betty Furness (se stessa - annunciatrice sponsor), Skip Homeier (Peter Shea), George Montgomery (Bakeland), Inger Stevens (Mary)

## Miss Turner's Decision
- Diretto da:
- Scritto da:

### Trama
- Interpreti: Edward Andrews (Forest), Glenda Farrell (Irene), Nina Foch (Melissa Turner), Betty Furness (se stessa - annunciatrice sponsor), Cliff Hall (George Turner)

## Dominique
- Diretto da:
- Scritto da:

### Trama
- Interpreti: Betty Furness (se stessa - annunciatrice sponsor), Phyllis Hill (Barbara), John McGiver (Darrell), Ralph Meeker (Steve), Marisa Pavan (Dominique)

## Cross My Heart
- Diretto da:
- Scritto da:

### Trama
- Interpreti: Roni Dengel (Holly Vining), Betty Furness (se stessa - annunciatrice sponsor), Hugh Marlowe (Howard Vining), Neva Patterson (Ella Vining), Jane Seymour (Miss Healy)

## Passage of Arms
- Diretto da:
- Scritto da:

### Trama
- Interpreti: Theodore Bikel (Machek), Peter Capell (Paul), Betty Furness (se stessa - annunciatrice sponsor), Louis Jourdan (Marc), Maria Riva, Robert Sterling, Ilka Windish (Irme)

## Affairs of State
- Diretto da:
- Scritto da:

### Trama
- Interpreti: Betty Furness (se stessa - annunciatrice sponsor), Jeff Morrow (George)

## Mrs. Brimmer Did It!
- Diretto da:
- Scritto da:

### Trama
- Interpreti: Brenda Forbes (Carrie), Betty Furness (se stessa - annunciatrice sponsor), Cavada Humphrey (Margaret), John McGiver (Harold), Margaret Phillips (Addie), Dennis Price (Julian Brimmer)

## Summer Pavilion
- Diretto da:
- Scritto da:

### Trama
- Interpreti: Miriam Hopkins (Theresa Durand), Charles Drake (Ned Welch), Elizabeth Montgomery (Helen Durand), Ruth White (Belle Travers), Joseph Sweeney (padre Durand), Wyatt Cooper (Winter Carrington), Carol Veazie (Mrs. Duval), William A. Forester (The Waiter), Dario Barri (The Assistant), Paul Brenson (annunciatore), Betty Furness (se stessa - annunciatrice sponsor)

## A Picture in the Paper
- Diretto da:
- Scritto da:

### Trama
- Interpreti: James Dunn (Frank), Betty Furness (se stessa - annunciatrice sponsor), Doreen Lang (Irene), Jason Robards (Cameron), Maxine Stuart (Marie)

## Strange Companion
- Diretto da:
- Scritto da:

### Trama
- Interpreti: Betty Furness (se stessa - annunciatrice sponsor), Peggy Ann Garner (Jenny), Laurence Hugo (Frank), Cathleen Nesbitt (Miss Hardwick)

## Pigeons and People
- Diretto da:
- Scritto da:

### Trama
- Interpreti: Edward Andrews (Parker), Betty Furness (se stessa - annunciatrice sponsor), George Kane (Heath)

## Operation Home
- Diretto da:
- Scritto da:

### Trama
- Interpreti: Alan Bunce (colonnello Whitfield), John Forsythe (Pete Maynard), Betty Furness (se stessa - annunciatrice sponsor), Nita Talbot (Pat Hutchins)

## The Spongers
- Diretto da:
- Scritto da:

### Trama
- Interpreti: Betty Furness (se stessa - annunciatrice sponsor), Murray Hamilton (Joe), Judy Parrish (Amy), Alice Pearce (Regina), Cyril Ritchard (Monty Gavenhurst), Ernest Truex (Martin Bristol)

## The Incredible World of Horace Ford
- Diretto da:
- Scritto da:

### Trama
- Interpreti: Bettye Ackerman (Betty), Art Carney (Horace Ford), Leora Dana (Laura), Betty Furness (se stessa - annunciatrice sponsor), House Jameson (Mr. Judson), Jason Robards (Leonard O'Brien), Jane Seymour

## Heart Song
- Diretto da:
- Scritto da:

### Trama
- Interpreti: Margaret Barker (Polly), Betty Furness (se stessa - annunciatrice sponsor), Phyllis Kirk (April), Edmon Ryan (Hanover), Everett Sloane (Jonah Silver)

## For the Defense
- Diretto da:
- Scritto da:

### Trama
- Interpreti: Betty Furness (se stessa - annunciatrice sponsor), Bruce Gordon (Bonnell), Russell Hicks (Hinton), Hildy Parks (Fran), Leo Penn (Morrow), Mike Wallace (Carl)

## The Day Before the Wedding
- Diretto da:
- Scritto da:

### Trama
- Interpreti: Russell Collins (Charlie), Betty Furness (se stessa - annunciatrice sponsor), Biff McGuire (Don), Barbara O'Neil (Mother), Inger Stevens (Lucy), Michael Strong (Harry)

## Sane as a Hatter
- Diretto da:
- Scritto da:

### Trama
- Interpreti: Romney Brent (Eames), Betty Furness (se stessa - annunciatrice sponsor), Rosalind Ivan (Mrs. Chedderwill), Margaretta Warwick (Mrs. Moon), Nydia Westman (Miss Twink), Frederick Worlock (Chief)

## A Terrible Day
- Diretto da:
- Scritto da:

### Trama
- Interpreti: Betty Furness (se stessa - annunciatrice sponsor), Bruce Gordon (Clanton), Jack Klugman (Darrell), Arthur O'Connell (Conners)

## The Tall Dark Stranger
- Diretto da:
- Scritto da:

### Trama
- Interpreti: Constance Ford (Adrian Falcon), Betty Furness (se stessa - annunciatrice sponsor), Tom Gorman, Nelson Olmsted (esercente dell'hotel), Martin Rudy (Max Jaycen)

## Julius Caesar
- Diretto da:
- Scritto da:

### Trama
- Interpreti: Theodore Bikel (Julius Caesar), Philip Bourneuf (Brutus), Maria Britneva (Calpurnia), Betty Furness (se stessa - annunciatrice sponsor), Alfred Ryder (Marc Antony), Michael Strong (Casca), Shepperd Strudwick (Cassius), Michael Tolan (Octavius Caesar), John Cannon (se stesso / annunciatore 1950-1959, voce)

## The Prince and the Puppet
- Diretto da:
- Scritto da:

### Trama
- Interpreti: Bil Baird (Barney Plunkett), Betty Furness (se stessa - annunciatrice sponsor), Phyllis Hill (Mrs. Alden), Van Dyke Parks (Lawrence Alden), John Shay (Robinson), Joseph Sweeney (Vernon)

## The Secret
- Diretto da:
- Scritto da:

### Trama
- Interpreti: John Baragrey (Simon Dow), Betty Furness (se stessa - annunciatrice sponsor), Catherine McLeod (Bessie), Hildy Parks (Avery Dow)

## The Voysey Inheritance
- Diretto da:
- Scritto da:

### Trama
- Interpreti: Bramwell Fletcher (Mr. Wynteringham), Betty Furness (se stessa - annunciatrice sponsor), Dorothy Sands (Mrs. Voysey), Gloria Stroock (Alice), Douglass Watson (Edward), Frederick Worlock (Mr. Voysey)

## A Chance at Love
- Diretto da:
- Scritto da:

### Trama
- Interpreti: Betty Furness (se stessa - annunciatrice sponsor), Georgann Johnson (Laura Dowd), Richard Kiley (Ralph Johnson), Gena Rowlands (Betty)

## Mama's Boy
- Diretto da:
- Scritto da:

### Trama
- Interpreti: Martin E. Brooks (Paul), Betty Furness (se stessa - annunciatrice sponsor), Alfred Ryder (Allie), Ruth White (Mama)

## The Pit
- Diretto da:
- Scritto da:

### Trama
- Interpreti: Olive Deering (Molly), Betty Furness (se stessa - annunciatrice sponsor), Robert F. Simon (Tom), William Smithers